# Castle Rock (Colorado)
Castle Rock é uma cidade  localizada no estado americano do Colorado, no Condado de Douglas.

## Demografia
Segundo o censo americano de 2000, a sua população era de 20.224 habitantes.
Em 2006, foi estimada uma população de 39.682, um aumento de 19458 (96.2%).

## Geografia
De acordo com o United States Census Bureau tem uma área de
81,9 km², dos quais 81,9 km² cobertos por terra e 0,0 km² cobertos por água.

## Localidades na vizinhança
O diagrama seguinte representa as localidades num raio de 24 km ao redor de Castle Rock.